# Зорбатово
Зорбатово (Микро Монастири) је насељено место у општини Илиџијево у периферији Средишња Македонија, Грчка. Према попису из 2021. године било је 1.114 становника.
Према бугарском географу и историчару, Василу Канчову, у Зорбатову је 1900. године живело 225 Словена хришћана и 60 Рома. После 1922. године насељено је 303 грчких избеглица из Турске, а село је напустило 47 Словена који су се иселили у Бугарску. На попису из 1928. године Зорбатово је имало 607 становника. После Грчког грађанског рата у Зорбатову се повећао број становника због досељавања породица из пасивнијих планинских села и добијања плодног земљишта исушивањем Ениџевардарског језера.